# Championnat du monde d'échecs senior
Pour les articles homonymes, voir Championnat du monde d'échecs (homonymie).

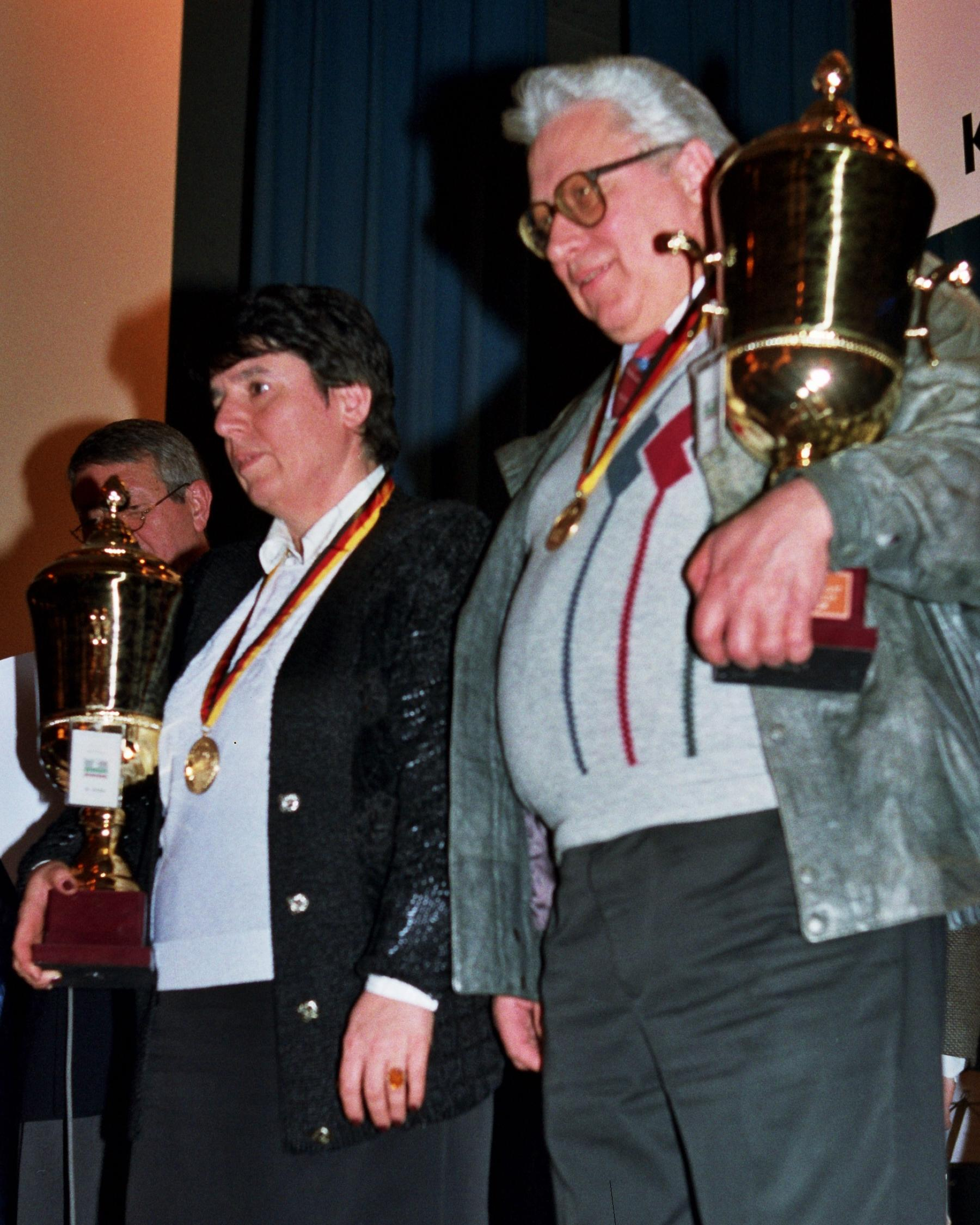
Les champions du monde d'échecs senior en 1995 : Nona Gaprindashvili et Evgueni Vassioukov. Photographie de Gerhard Hund.

Le Championnat du monde d'échecs senior ou vétérans se tient annuellement depuis 1991. Il est organisé par la Fédération internationale des échecs (FIDE) et a un caractère officiel.
Jusqu'en 2013, c'était un tournoi ouvert à tous les joueurs ayant 60 ans révolus au 1er janvier de l'année du championnat. Depuis 2014, il comprend une catégorie plus de 50 ans (au 1er janvier) et une réservée aux plus de 65 ans.
Le tournoi féminin est ouvert aux joueuses de 50 ans et plus, avec également deux catégories : plus de 50 ans et plus de 65 ans (depuis 2014).
Les vainqueurs du tournoi obtiennent respectivement le titre de grand maître international masculin et féminin, s'ils ne l'ont déjà.

## Multiples vainqueurs
8 titres chez les femmes
- Nona Gaprindashvili (en 1995, 2009, 2014, 2015, 2016, 2018, 2019 et 2022)

5 titres chez les femmes
- Tamar Khmiadachvili (en 1998, 1999, 2003, 2010 et 2017)

4 titres
- Anatoli Vaïsser  (en 2010, 2013, 2014 et 2016)

4 titres chez les femmes
- Galina Stroutinskaïa (en 2011, 2012, 2015 et 2023)
- Elvira Berend (en 2017, 2018, 2019 et 2022)

3 titres
- Jānis Klovāns (en 1997, 1999 et 2001)

3 titres chez les femmes
- Éva Ladanyike-Karakas (en 1991, 1992 et 1994)
- Elena Fatalibekova (en 2000, 2001 et 2004)

2 titres
- Mark Taïmanov (en 1993 et 1994)
- Iouri Chabanov (en 2003 et 2004)
- Vladimir Okhotnik (en 2011 et 2015)
- Zurab Sturua (en 2014 et 2022)
- John Nunn (en 2022 et 2023)

2 titres chez les femmes
- Tatiana Zatoulovskaïa (en 1993 et 1997)
- Lioudmila Saounina (en 2005 et 2006)

Vassily Smyslov (vainqueur en 1991) et Nona Gaprindashvili (8 victoires dans le tournoi féminin) sont les deux seuls joueurs à avoir obtenu les titres de champion du monde toutes catégories avant le titre senior.

## Palmarès

### De 1991 à 2013
| Édition Année | Édition Année | Ville              | Champion(s) (plus de 60 ans) | Championne (plus de 50 ans) |
| ------------- | ------------- | ------------------ | ---------------------------- | --------------------------- |
| 1             | 1991          | Bad Wörishofen     | Vassily Smyslov              | Eva Ladanyike-Karakas       |
| 2             | 1992          | Bad Wörishofen     | Efim Geller                  | Eva Ladanyike-Karakas       |
| 3             | 1993          | Bad Wildbad        | Mark Taïmanov                | Tatiana Zatoulovskaïa       |
| 4             | 1994          | Bienne             | Mark Taïmanov                | Eve Ladanyike-Karakas       |
| 5             | 1995          | Bad Liebenzell     | Evgueni Vassioukov           | Nona Gaprindashvili         |
| 6             | 1996          | Bad Liebenzell     | Alekseï Souétine             | Valentina Kozlovskaïa       |
| 7             | 1997          | Bad Wildbad        | Jānis Klovāns                | Tatiana Zatoulovskaïa       |
| 8             | 1998          | Grieskirchen       | Vladimir Baguirov            | Tamar Khmiadachvili         |
| 9             | 1999          | Gladenbach         | Jānis Klovāns                | Tamar Khmiadachvili         |
| 10            | 2000          | Rowy               | Oleg Tchernikov (de)         | Ielena Fatalibekova         |
| 11            | 2001          | Arco               | Jānis Klovāns                | Ielena Fatalibekova         |
| 12            | 2002          | Naumbourg          | Juzefs Petkēvičs             | Marta Litinskaïa            |
| 13            | 2003          | Bad Zwischenahn    | Iouri Chabanov               | Tamar Khmiadachvili         |
| 14            | 2004          | Halle              | Iouri Chabanov               | Elena Fatalibekova          |
| 15            | 2005          | Lignano Sabbiadoro | Ljuben Spassov               | Lioudmila Saounina          |
| 16            | 2006          | Arvier             | Viktor Kortchnoï             | Lioudmila Saounina          |
| 17            | 2007          | Gmunden            | Algimantas Butnorius         | Hanna Ereńska-Barlo         |
| 18            | 2008          | Bad Zwischenahn    | Larry Kaufman Mihai Șubă     | Tamāra Vilerte (en)         |
| 19            | 2009          | Condino            | Mišo Cebalo                  | Nona Gaprindachvili         |
| 20            | 2010          | Arco               | Anatoli Vaïsser              | Tamar Khmiadachvili         |
| 21            | 2011          | Rijeka             | Vladimir Okhotnik            | Galina Stroutinskaïa        |
| 22            | 2012          | Kaména Voúrla      | Jens Kristiansen             | Galina Stroutinskaïa        |
| 23            | 2013          | Opatija            | Anatoli Vaïsser              | Yelena Ankudinova           |

### Depuis 2014

#### plus de 65 ans
| Édition Année | Édition Année | Ville                   | Champion            | Championne           |
| ------------- | ------------- | ----------------------- | ------------------- | -------------------- |
| 24            | 2014          | Kateríni, Grèce         | Anatoli Vaïsser     | Nona Gaprindachvili  |
| 25            | 2015          | Acqui Terme, Italie     | Vladimir Okhotnik   | Nona Gaprindachvili  |
| 26            | 2016          | Marienbad, Rép. tchèque | Anatoli Vaïsser     | Nona Gaprindachvili  |
| 27            | 2017          | Acqui Terme, Italie     | Ievgueni Svechnikov | Tamar Khmiadachvili  |
| 28            | 2018          | Bled, Slovénie          | Vlastimil Jansa     | Nona Gaprindachvili  |
| 29            | 2019          | Bucarest, Roumanie      | Vadim Chichkine     | Nona Gaprindachvili  |
| 30            | 2022          | Assise, Italie          | John Nunn           | Nona Gaprindachvili  |
| 31            | 2023          | Terrasini, Italie       | John Nunn           | Galina Stroutinskaïa |
| 32            | 2024          | Porto Santo, Portugal   | Rainer Knaak        | Brigitte Burchardt   |

#### plus de 50 ans
| Édition Année | Édition Année | Ville                   | Champion            | Championne            |
| ------------- | ------------- | ----------------------- | ------------------- | --------------------- |
| 24            | 2014          | Kateríni, Grèce         | Zurab Sturua        | Svetlana Mednikova    |
| 25            | 2015          | Acqui Terme, Italie     | Predrag Nikolić     | Galina Stroutinskaïa  |
| 26            | 2016          | Marienbad, Rép. tchèque | Guiorgui Bagatourov | Tatiana Bogoumil (ru) |
| 27            | 2017          | Acqui Terme, Italie     | Julio Granda        | Elvira Berend         |
| 28            | 2018          | Bled, Slovénie          | Karen Movsziszian   | Elvira Berend         |
| 29            | 2019          | Bucarest, Roumanie      | Rafael Vaganian     | Elvira Berend         |
| 30            | 2022          | Assise, Italie          | Zurab Sturua        | Elvira Berend         |
| 31            | 2023          | Terrasini, Italie       | Michael Adams       | Mónica Calzetta Ruiz  |
| 32            | 2024          | Porto Santo, Portugal   | Alexander Shabalov  | Masha Klinova         |